# Патрола проклетих (ТВ серија)
Патрола проклетих (енгл. Doom Patrol) је америчка телевизијска серија коју је развио Џереми Карвер. Базирана на истоименом суперхеројском тиму издавача DC Comics, серија садржи ликове као што су Џејн (Дијан Гереро), Рита Фар (Ејприл Боулби), Вик Стоун (Џојван Вејд), Лери Трејнор (Мет Бомер / Метју Цук), Клиф Стил (Брендан Фрејзер / Рајли Шанахен) и Шеф (Тимоти Дoлтон) као чланови истоимене Патроле проклетих. Иако Боулби, Бомер и Фрејзер репризирају своје улоге у серији Титани, серије су у различитим континуитетима.
Премијера серије била је 15. фебруара 2019. на стриминг услузи DC Universe. Друга сезона се емитовала од 25. јуна 2019. истовремено на две стриминг услуге DC Universe и HBO Max. У септембру 2020, наручена је трећа сезона за стриминг услугу HBO Max. Серија се у Србији емитује од 5. јуна 2019. на стриминг услузи .

## Радња
Патрола проклетих је адаптација најомиљенијег тима хероја издавача DC Comics: Роботмен, Негативни, Еластична жена и Луда Џејн, предвођени савременим лудим научником Најлсом Колдером чији надимак је Шеф. Сви чланови Патроле проклетих су преживели страшне несреће након којих су добили супермоћи, али су такође осакаћени или унакажени. Истраумирани и одбачени, пронашли су смисао уз помоћ Шефа, удруживши се да би истраживали најчудније феномене на свету. Након мистериозног нестанка Шефа, ови невољни хероји се нађу у неочекиваној ситуацији. Њих у акцију позове Киборг, на мисију коју не могу да одбију. „Патрола проклетих” је група за подршку, али и тим суперхоја, наказа са супермоћима, који се боре за свет који не жели да их прихвати.

## Улоге
| Глумац          | Улога                       |
| --------------- | --------------------------- |
| Дијан Гереро    | Џејн                        |
| Ејприл Боулби   | Рита Фар                    |
| Алан Тјудик     | Ерик Морден / г. Нико       |
| Мет Бомер       | Лери Трејнор                |
| Брендан Фрејзер | Рајли Шанахан               |
| Тимоти Дoлтон   | Најлс Колдер / Шеф          |
| Џојван Вејд     | Виктор „Вик” Стоун / Киборг |

## Епизоде
| Сезона | Сезона | Епизоде | Епизоде | Оригинално емитовање | Оригинално емитовање | Оригинално емитовање |
| Сезона | Сезона | Епизоде | Епизоде | Премијера            | Финале               | Мрежа                |
| ------ | ------ | ------- | ------- | -------------------- | -------------------- | -------------------- |
|        | 1.     | 15      | 15      | 15. фебруар 2019.    | 24. мај 2019.        |                      |
|        | 2.     | 9       | 9       | 25. јун 2020.        | 6. август 2020.      | /                    |

### 1. сезона (2019)
| Бр. еп. (укупно) | Бр. еп. (у сезони) | Наслов | Редитељ                | Сценариста                                        | Премијера         | Прод. код |
| --- | ------------------ | ------ | ---------------------- | ------------------------------------------------- | ----------------- | --------- |
| 1 | 1                  |        | Глен Винтер            | Џереми Карвер                                     | 15. фебруар 2019. | T50.10101 |
| У првој епизоди серије, тим – уморан од боравка на Имању проклетих – одлучује да посети локални град док је Шеф одсутан. Међутим, овај наизглед безазлени излет доведе то озбиљних последица, укључујући сусрет са мистериозним и моћним зликовцем по имену Господин Нико.                                                                                                 |                    |        |                        |                                                   |                   |           |
| 2 | 2                  |        | Дермот Даунс           | Нил Рејнолдс и Шошана Сачи                        | 22. фебруар 2019. | T50.10102 |
| Након што Господин Нико зароби Најлса Колдера, а град Кловертон у Охају буде уништен, Патрола проклетих истражује мистериозног албино магарца и открива да је он портал за прелазак у други универзум којим управља Господин Нико. Њиховој потрази се прикључује и Киборг звани Вил Стоун, човек-машина, херој из Детроита који има компликован однос са Најлсом Колдером. |                    |        |                        |                                                   |                   |           |
| 3 | 3                  |        | Рејчел Талалеј         | Тамара Вичер-Вилкинсон и Том Фарел                | 1. март 2019.     | T50.10103 |
| Пратећи једини траг у потрази за Најлсом Колдером, Патрола проклетих одлази у Парагвај где проналазе др Фон Фукса, нацистичког доктора који је претворио Ерика Мордена у Господина Никог, и откривају везу између Најлса и ове двојице зликоваца. |                    |        |                        |                                                   |                   |           |
| 4 | 4                  |        | Стефан Плесцински      | Маркус Далцајн и Крис Дајнгес                     | 8. март 2019.     | T50.10104 |
| Док се тим опоравља од борбе у Фуктопији, Вилоуби Киплинг, мађионичар и стари пријатељ Најлса Колдера, неочекивано ангажује Патролу проклетих да му помогну да спречи смак света и заустави нихилистичку секту. Нажалост, Патрола проклетих не успе у овој мисији и почиње апокалипса!                                                                                     |                    |        |                        |                                                   |                   |           |
| 5 | 5                  |        | Лери Тенг              | Шошана Сачи                                       | 15. март 2019.    | T50.10105 |
| Апокалипса је у пуном замаху, а Патрола проклетих мора да сарађује са неочекиваним савезником – и веома посебним мопсом – да спрече смак света. |                    |        |                        |                                                   |                   |           |
| 6 | 6                  |        | Кристофер Менли        | Тамара Бичер-Вилкинсон                            | 22. март 2019.    | T50.10106 |
| Пратећи траг који им је оставио господин Нико, Џејн, Лари и Рита посећују школу у коју се повукао претходни Најлсов тим, првобитна Патрола проклетих. У међувремену, Клиф и Вик се зближавају због сличних „проблема са очевима”. |                    |        |                        |                                                   |                   |           |
| 7 | 7                  |        | Роб Харди              | Нил Рејнолдс                                      | 29. март 2019.    | T50.10107 |
| Након Клифовог насилног испада, тим покушава да одржи групну терапију без Шефа – што доводи до накнадног зближавања између свих чланова групе. |                    |        |                        |                                                   |                   |           |
| 8 | 8                  |        | Дермот Даунс           | Том Фарел                                         | 5. април 2019.    | T50.10108 |
| Осећајан, родно неодређени део улице који поседује моћ телепортовања, Дени, крије се од тајне владине агенције, Бироа за нормалност, и тражи помоћ од Најлса – али на располагању су му Вик и Лари. У међувремену, Клиф и Рита проналазе Карен, једну од Џејниних личности, безнадежно романтичну девојку која има моћ да принуди људе да испуне њене жеље.                |                    |        |                        |                                                   |                   |           |
| 9 | 9                  |        | Хари Џајерџијан        | Маркус Долцајн                                    | 12. април 2019.   | T50.10109 |
| Као последица претходне групне терапије тима, Џејн се повлачи у Поџемље, застрашујуће место дубоко у њеном уму. Она тамо среће различите аспекте својих бројних личности и открива мрачне трауме из прошлости. |                    |        |                        |                                                   |                   |           |
| 10 | 10                 |        | Сали Ричардсон-Витфилд | Ерик Дајетел                                      | 19. април 2019.   | T50.10110 |
| Вик и Рита проналазе имање у које се инфилтрирао Ернест Френклин, опасан човек звани Ловац на браде, кога је Биро за нормалност ангажовао да пронађе Најлса Колдера. У међувремену, сазнајемо трагичну љубавну причу између Колдера и бесмртне жене по имену Слава, која му је помогла да постане човек какав је данас.                                                    |                    |        |                        |                                                   |                   |           |
| 11 | 11                 |        | Вејн Јип               | Ејприл Фицсимонс                                  | 26. април 2019.   | T50.10111 |
| Док је Лари у посети својој изгубљеној љубави, Џону – у стварном животу и Земљи снова – Клиф путује са Ритом у округ Гејтор да поново успостави контакт са ћерком Кларом након тридесет година. У међувремену, Џејн и Вик јуре „Хероја плаже”, познатог и као Флекс Ментало. Али, Вик се плаши да његов оперативни систем (Грид) има проблем.                              |                    |        |                        |                                                   |                   |           |
| 12 | 12                 |        | Керол Бенкер           | Роберт Беренс и Шоша Сачи                         | 3. мај 2019.      | T50.10112 |
| Кад Биро за нормалност ухвати Вика и зароби га на Фарми мрава, његов отац, Сајлас Стоун, смишља план да га ослободи уз помоћ Патроле проклетих. Као што очекујете, не одвија се баш све по плану. |                    |        |                        |                                                   |                   |           |
| 13 | 13                 |        | Т. Ј. Скот             | Том Фарел и Тамара Бичер-Вилкинсон                | 10. мај 2019.     | T50.10113 |
| Након што побегну са Фарме мрава са Флексом Менталом, Патрола проклетих покушава да му врати сећање и способности да би пронашли Шефа. У међувремену, Рита се суочава са својим сумњама уз помоћ непознате особе, а Лари спознаје колико је повезан са својим Негативним духом.                                                                                            |                    |        |                        |                                                   |                   |           |
| 14 | 14                 |        | Ребека Родригез        | Крис Дајнгес                                      | 17. мај 2019.     | T50.10114 |
| 15 | 15                 |        | Дермот Даунс           | Тамара Бичер-Вилкинсон, Џереми Кравер и Шоша Сачи | 24. мај 2019.     | T50.10115 |

### 2. сезона (2020)
| Бр. еп. (укупно) | Бр. еп. (у сезони) | Наслов | Редитељ         | Сценариста                           | Премијера       | Прод. код |
| ---------------- | ------------------ | ------ | --------------- | ------------------------------------ | --------------- | --------- |
| 16               | 1                  |        | Кристофер Менли | Џереми Карвер и Шоша Сачи            | 25. јун 2020.   | T50.10301 |
| 17               | 2                  |        | Хари Џајерџијан | Ејприл Фиџсимонс и Нил Рејнолдс      | 25. јун 2020.   | T50.10302 |
| 18               | 3                  |        | Самира Радси    | Том Фарел и Тамара Бичер-Вилкинсон   | 25. јун 2020.   | T50.10303 |
| 19               | 4                  |        | Омар Мада       | Ерик Дајтел и Танја Стил             | 2. јул 2020.    | T50.10304 |
| 20               | 5                  |        | Глен Винтер     | Крис Дајнгес и Шоша Сачи             | 9. јул 2020.    | T50.10305 |
| 21               | 6                  |        | Кристин Виндел  | Нил Рејнолдс                         | 16. јул 2020.   | T50.10306 |
| 22               | 7                  |        | Џесика Лори     | Тамара Бичер-Вилкинсон и Ерик Дајтел | 23. јул 2020.   | T50.10307 |
| 23               | 8                  |        | Аманда Роу      | Том Фарел и Ејприл Фицсимонс         | 30. јул 2020.   | T50.10308 |
| 24               | 9                  |        | Кристофер Менли | Крис Дајнгес и Танја Стил            | 6. август 2020. | T50.10309 |